# 紙箱戰機 爆Boost
《紙箱戰機 爆Boost》2012年动作角色扮演游戏，由Level-5开发与发行，对应任天堂3DS平台。游戏是紙箱戰機系列第3款游戏。欧美版由任天堂2015年发行；这是系列唯一登陆西方市场的游戏。

## 音乐
游戏片头曲是Little Blue boX的三位一体，片尾曲是前川纮毅的去见你！。

## 评价
据评论汇总网站Metacritic统计，游戏所获评价“两级或中庸”。
任天堂世界报道的Donald Thierault称，《爆Boost》紧紧抓住了宝可梦系列风格公式，表面简单但后期很有深度。RPGamer的Alex Fuller批评游戏故事单薄、糟糕至极，虽然作品总体很好玩，却没有发挥潜力。